# پولیانا باربوسا مدیروس
پولیانا باربوسا مدیروس (انگلیسی: Poliana Barbosa Medeiros؛ زادهٔ ۶ فوریهٔ ۱۹۹۱) بازیکن فوتبال اهل برزیل است.
از باشگاه‌هایی که در آن بازی کرده‌است می‌توان به باشگاه فوتبال زنان سانتوس و هیوستون دش اشاره کرد.
وی همچنین در تیم ملی فوتبال زنان برزیل بازی کرده‌است.
وی در مسابقات کشوری و بین‌المللی در مجموع برندهٔ ۱ مدال طلا شده‌است.